# Paul Scarron
Paul Scarron (4 de julio de 1610 en París - 6 de octubre de 1660 también en París) fue un escritor francés satírico, que destaca por La novela cómica.

## Biografía
Séptimo hijo de un consejero del tribunal de cuentas, se ordena en 1629, pero mantendrá una vida libre. Vive en Le Mans entre 1632 y 1640, en el entorno del obispo Charles de Beaumanoir y es habitual de los salones literarios provinciales. En 1638, cae enfermo después de, según unos, haberse bañado desnudo durante el carnaval (otros hablan del mal italiano); su reumatismo tuberculoso poco a poco irá paralizándole ("me parezco a una Z", dirá).
Sus primeras obras datan de 1643. Vuelve a París, deja de ser canónigo, y en 1652, con 42 años, se casa con una huérfana sin fortuna de 16 años, Françoise d'Aubigné, nieta de Agrippa d'Aubigné y futura Madame de Maintenon; cuya vida fue licenciosa. Abre un salón en el barrio del Marais, al que pronto acudirán todos los habituales de la corte del Louvre.
Pasó la mayor parte de su vida con dolencias reumáticas. Él mismo nos lo recuerda en su célebre epitafio:
Este que aquí ahora duerme
hizo sentir más piedad que envidia,
y padeció mil veces la muerte
antes de perder la vida.
Caminante, no hagas aquí ruido
ten cuidado en no despertarlo:
pues esta es la primera noche
que el pobre Scarron coge el sueño.

## Su literatura
Scarron representa el género burlón y satírico en la comedia del siglo XVII. En 1643, su Selección de algunos versos burlescos inició una moda bufa que tuvo un gran éxito. Publicó luego El Tifón (1644), Jodelet o el Maestro Criado (1645), Don Jafet de Armenia (1653), y entre 1648 y 1652, Virgilio travestido, una famosa parodia de la Eneida, que fue citada hasta las Luces.
Pero a la vez que escribía sus comedias, Scarron fue construyendo La novela cómica, considerada su obra maestra, por su audaz síntesis de relatos. Scarron narra en esta novela, en primera persona o por personaje interpuesto, diversas historias de unos comediantes que viajan con su carreta; son aventuras de posada y de todo tipo, que se enlazan con otras (según modelos griegos, como Las etiópicas, o modernos, como Cervantes. Sus personajes tienen nombres irónicos: Destino, Rencor, Caverna o Estrella. 
El libro fue alabado por Diderot, Gautier o Giono. Se publicó la primera parte en 1651 y la segunda en 1657, pero murió antes de poder escribir la tercera (de la que tenía permiso real). Este libro, además de su gracia expresiva e inventiva, permite hacerse una idea del mundo teatral que rodeó a Molière.
También es autor de otras comedias: El estudiante de Salamanca (1654), El Marqués ridículo o la condesa hecha con prisas (1655), La Falsa apariencia (1657), El Príncipe Corsario (1658).
En general, sus obras son imitaciones de modelos españoles, así de Tirso de Molina y de Fernando de Rojas, pero también remiten a Luis Vélez de Guevara, Lope de Vega, Castillo Solórzano y María de Zayas. En 1650, Scarron tuvo incluso el proyecto de traducir el Quijote.
Scarron tuvo polémicas con Cyrano de Bergerac y con Boileau.

## Obras
- Suite des œuvres burlecques, 1644
- Typhon ou la gigantomachie, 1644
- Jodelet ou le maître valet, 1645
- Les trois Dorotées, 1645
- La relation véritable de tout ce qui s'est passé en l'autre monde, au combat des parques et des poètes, sur la mort de Voitures et autres pièces burlesques, 1649
- L'héritier ridicule, 1650
- Mazarinade, 1651
- L'héritier ridicule, 1650
- Les trois Dorotées, 1651
- Le Virgile travesti, 1652
- L'écolier de Salamanque, 1655
- Le gardien de soi-même, 1655
- La fause apparence, 1659
- Le prince corsaire, 1659
- Le roman comique, 1651 y 1657.

## Deudas
- Ruiz Álvarez, Rafael, Comedias de Paul Scarron: estudio estructural y comparativo, Universidad de Granada, 1988 ISBN 978-84-338-0727-4
- Álvarez Ruiz, Rafael, Las comedias de Paul Scarron y sus modelos españoles, Universidad de León, 1990 ISBN 978-84-7719-202-2
- Merino García, María Manuela, La novela corta en el siglo XVII: Scarron y sus modelos españoles, Universidad de Jaén, 2003 ISBN 978-84-8439-155-5 [Recurso electrónico]
- Yllera, Alicia Las "historias cómicas", la novela picaresca, la novela satírica, la novela filosófica y utópica: Sorel, Tristan l'Hermite, Scarron, Furetière, Cyrano de Bergerac, Liceus, 2006 ISBN 978-84-9822-518-1 [Recurso electrónico]
- Yllera, Alicia, La novela corta (nouvelle): Sorel, Scarron, Segrais,  Liceus, 2006 ISBN 978-84-9822-519-8 [Archivo de Internet]